# Pedro Páez
Selon la tradition espagnole, Pedro Páez est orthographié Pedro Páez Pérez : le premier nom, Páez, indique la lignée paternelle, alors que le deuxième, Pérez, précise la lignée maternelle. Dans cette page, nous utiliserons l'usage français qui ne donne que le premier nom patronymique : Pedro Páez.
Pedro Páez est un professeur d'économie et homme politique  équatorien.
De décembre 2005 à avril 2006, il a été ministre adjoint de l'économie de l'Équateur dans le gouvernement Alfredo Palacio. D'octobre 2007 à décembre 2008, il a été ministre de la coordination économique du gouvernement de Rafael Correa. Puis il a été nommé en 2009 président de la Commission présidentielle pour la Nouvelle Architecture Financière Régionale en Équateur. Il participe à de nombreuses activités sur le plan international (Commission Stiglitz, Université d'été 2011 des Attac d'Europe, etc.).